# 崙子頂 (臺南市歸仁區)
崙子頂，原寫為崙仔頂，是臺灣臺南市歸仁區的一個傳統地域名稱，位於該區中部略偏南。相較於今日行政區，其範圍大致包括六甲里南半部、崙頂里不含北西北部及北部邊界地帶、沙崙里北部凸出部分不含其東北側、看東里南部。
本地區境內主要聚落為崙仔頂、二甲。

## 歷史
台灣日治初期，崙子頂地區為一街庄，稱為「崙仔頂庄」（舊制街庄），隸屬於永豐里。該庄昔日西北與歸仁南庄為鄰，北與歸仁北庄為鄰，東與五甲庄為鄰，南邊東至中段為沙崙庄，南邊西段及西邊南段為刣豬厝庄，西邊北段為上崙仔庄。
1901年（日治明治三十四年）11月11日，全台廢縣廳改設二十廳，該庄隸屬於臺南廳。1904年（明治三十七年）3月31日，該庄編入「歸仁區」，隸屬於臺南廳。1909年（明治四十二年）10月25日，全台合併二十廳為十二廳，歸仁區仍隸屬於臺南廳。1920年（大正九年）10月1日，全台地方制度大改正，廢十二廳改設五州二廳，該庄改制並雅化為「崙子頂」大字，隸屬於臺南州新豐郡歸仁庄（新制街庄）。
戰後歸仁庄改制為歸仁鄉，隸屬於臺南縣，大字亦改制為村。1950年（民國39年）10月25日，雲、嘉、南分治，歸仁鄉仍隸屬於臺南縣。2010年（民國99年）12月25日，臺南縣、市合併為直轄臺南市，歸仁鄉改制為歸仁區，村亦改制為里。

## 聚落
本地區發展較早的聚落為崙仔頂、二甲，在日治初期的官方地圖上已有記載。

## 交通
省道台86線又稱「東西向快速公路－台南關廟線」，經過本地區東部凸出部分的頸部地帶。最近的交流道在西側為區道南351線交會處的大潭交流道，在東側為市道182號交會處的歸仁交流道。由此等可快速前往省道台86線沿線各地，或銜接國道1號、國道3號。
省道台39線又稱「高鐵橋下道路臺南段」，是新市（實際起點在洋子）至阿蓮的幹道，經過本地區西南部。由該道路北行可前往永康區東端、新化區西部，並止於洋子地區的省道台20線路口；南行可前往高雄市阿蓮區，並止於崙子頂地區的省道台28線路口。
區道南154線是崙仔尾至歸仁的道路，經過本地區北端的崙仔頂聚落。
區道南157線是歸仁至大苓的道路，經過本地區的二甲聚落東側。
區道南351線是八甲至大潭的道路，經過本地區西南端，並在南側邊界外不遠處與省道台86線交會於大潭交流道。

## 學校
- 國立成功大學歸仁校區